# World of Warcraft: Mists of Pandaria
World of Warcraft: Mists of Pandaria (срп. Свет Воркрафта: Пандаријина измаглица; позната као Mists или MoP) је Близардова, четврта експанзија за ММОРПГ игру Свет Воркрафта. Пуштен је у продају 25. септембра 2012. године и у првој недељи остварио је продају од 2,7 милиона примерака, што је било мање од претходног наставка Cataclysm који је остварио продају од 3,3 милиона примерака у прва 24 часа али и мање од Wrath of the Lich King који је оставарио продају од 2,8 милиона примерака такође у прва 24 часа.

## Начин игре

### Преглед наставка
Наставак (енгл. World of Warcraft: Mists of Pandaria) је подигао ниво играчког карактера са 85 па све до 90. Представљена је нова класа Монах (енгл. Monk) са новом расом Пандарени (енгл. Pandaren). Уведен је нови систем борбе љубимаца (енгл. pet battle system). Додат је сценарио играч против оклине (енгл. Player versus player scenarios) и модел изазова (енгл. Challenge Modes) који је додат у тамице (енгл. dungeons). Дотадашњи систем од 41 таленат поена који је представљен у катаклизми (енгл. Cataclysm) је замењен са поенима који се добијају на сваких 15 нивоа напредовања карактера.

## Изгубљени континет

### Лутајуће острво
Само играчи који су одабрали расу Пандарена почињу напредовање карактера на лутајућем острву (енгл. Wandering Isle) по имену Шен зин Су (енгл. Shen-zin Su). Шен зин Су је огромна корњача на чијем оклопу је први Пандарен по имену Лу Ланг још пре 10000 година напустио свој континет. Како је корњача расла тако су потомци првог пандарена почели да живе на њеном оклопу на ком је настало копно, планине, реке, градови. Играчи који достигну 10 ниво бирају између две фракције и напуштају лутајуће острво.

### Пандарија
Нови континет под именом Пандарија је додат у најновијој експанзији. Приступ овом континету је омогућен играчима који достигну ниво 85. На овом континенту постоје више зона за напредовање (енгл. Jade Forest),,,,,, (енгл. Dread Wastes). Играчи нивоа 85 почињу од Шуме Жада (енгл. Jade Forest) у којој Алијанса и Хорда настављају сукобе. Цео концепт острва је непрестана борба једне и друге фракције у свету воркефта. Тек кад достигну максимални ниво играчи могу да лете по континету.